# Dizionario degli italiani illustri e meschini
Il Dizionario degli italiani illustri e meschini dal 1870 a oggi è un'opera editoriale che raccoglie una serie di materiali biografici redatti da Giovanni Ansaldo. 
Si tratta di un dizionario biografico "non convenzionale", i cui contenuti rispondono a una scelta anticonformista, quella di dare risalto a biografie di figure minori, delle quali ben difficilmente era possibile trovare menzioni biografiche su enciclopedie e dizionari "tradizionali" (fra gli esempi di personaggi minori, che possono far luce sulla scelta editoriale, vi sono quelle del circense Darix Togni, della poetessa Annie Vivanti, l'archiatra pontificio Riccardo Galeazzi Lisi, lo scrittore Giosuè Borsi, il patriota Zeffirino Faina, ecc.).
Inizialmente, i contenuti non erano concepiti per una destinazione libraria: essi, infatti, uscirono periodicamente su Il Borghese, rivista fondata e diretta da Leo Longanesi, in forma anonima, ma in realtà redatti da Ansaldo, in una rubrica aforistica e garbatamente ironica che il giornalista iniziò a curare dal 1951.
Solo dopo la morte dell'autore, occorsa nel 1969, una selezione degli articoli fu riunita a cura di Marcello Staglieno e destinata a una pubblicazione autonoma uscita per la casa editrice Longanesi nel 1980. Il volume, inserito nella collana editoriale Il Cammeo, era stampato su due colonne e 253 pagine.